# 十手舞
『十手舞』（じってまい）は、1986年に公開された日本の時代劇映画。松竹＝五社プロダクション＝映像京都製作、松竹配給。主演・石原真理子、監督五社英雄。

## 製作経緯
1982年に五社が演出した「時代劇スペシャル」『丹下左膳 剣風!百万両の壺』（フジテレビ）の後、古田求が脚本を書いた『十手花』という企画が挙がり、ヒロインを五社がNHK朝ドラ『まんさくの花』（1981年）でヒロインを演じた中村明美を起用しようとした。しかし岡田太郎ゼネラルプロデューサーが、岩下志麻を推して企画が結局流れ、その後同企画が再び浮上し、タイトルが変更されて映画化されたのが本作となる。

## スタッフ
- 監督：五社英雄
- 製作：升本喜年、遠藤武志、西岡善信、宮島秀司
- 原作：五社英雄、森幸太郎
- 脚本：古田求
- 撮影：森田富士郎
- 美術：西岡善信
- 音楽：佐藤勝
- 振付：山﨑浩子
- 殺陣：菊地竜志
- EDテーマ：世良公則「AGAINST THE WIND」
- プロデューサー：徳田良雄

## キャスト
- 石原真理子(お蝶)
- 川谷拓三(マムシの弥助)
- 渡瀬恒彦(内海孫兵衛)
- 世良公則(叶屋源四郎)
- 夏木マリ(薊のおれん)
- 地井武男(牙の伝蔵)
- 加藤健一(相川佐吉)
- 竹中直人(地獄の柿崎征三郎)
- ピーター(千太郎)
- 安岡力也(甚八)
- 佳那晃子(小唄師匠おちか)
- 高樹澪(源四郎の妻 花絵)
- 高田純次(音止めの安)
- 萩原流行(箱田の仙蔵)
- 笑福亭鶴光
- 片桐竜次
- 阿藤海
- 福本清三
- 篠塚勝
- 飯島大介